# Copa de Europa de baloncesto 1983-84
La vigésima séptima edición de la Copa de Europa de Baloncesto fue ganada nuevamente por un equipo italiano, el Banco di Roma Virtus, que lograba su primer título derrotando en la final al FC Barcelona, en un partido disputado en Ginebra, Suiza. Se volvió al sistema de competición de eliminatorias a doble vuelta previas a la fase de semifinales, que se había abandonado en la Temporada 1975-76.

## Ronda preliminar
| Equipo 1 | Agr.    | Equipo 2 | Ida    | Vuelta |
| -------- | ------- | -------- | ------ | ------ |
| AEL      | 105-203 | Aris     | 49–106 | 56–97  |

## Primera ronda
| Equipo 1         | Agr.    | Equipo 2                | Ida    | Vuelta |
| ---------------- | ------- | ----------------------- | ------ | ------ |
| Torpan Pojat     | 167-189 | Murray Edinburgh        | 82–89  | 85–100 |
| Efes Pilsen      | 183-211 | FC Barcelona            | 96–111 | 87–100 |
| Partizani Tirana | 180-163 | Inter Slovnaft          | 89–80  | 91–83  |
| T71 Dudelange    | 84-157  | Banco di Roma Virtus    | 40–72  | 44–85  |
| CSKA Sofia       | 150-151 | Sunair Oostende         | 74–62  | 76–89  |
| Nyon             | 154-204 | Jollycolombani Cantù    | 82–89  | 72–115 |
| Klosterneuburg   | 151-168 | Bosna                   | 76–77  | 75–91  |
| Alvik            | 155-158 | Austin Rover Sunderland | 80–77  | 75–81  |
| Århus            | 147-278 | Maccabi Elite           | 85–145 | 62–133 |
| Göttingen        | 150-168 | Aris                    | 77–91  | 73–77  |
| Dinamo București | 148-176 | Limoges                 | 83–97  | 65–79  |
| Honvéd           | 150-195 | Nashua EBBC             | 82–101 | 68–94  |

## Segunda ronda
| Equipo 1                | Agr.    | Equipo 2             | Ida   | Vuelta |
| ----------------------- | ------- | -------------------- | ----- | ------ |
| Murray Edinburgh        | 178-185 | FC Barcelona         | 93–94 | 85–91  |
| Partizani Tirana        | 124-171 | Banco di Roma Virtus | 69–78 | 55–93  |
| Sunair Oostende         | 147-152 | Jollycolombani Cantù | 88–77 | 59–76  |
| Austin Rover Sunderland | 171-177 | Bosna                | 89–93 | 82–84  |
| Aris                    | 138-143 | Maccabi Elite        | 62-68 | 76–75  |
| Nashua EBBC             | 149-167 | Limoges              | 70–69 | 79–98  |

## Fase de semifinales
|  | Dos primeros avanzan a la final. |

|    | Equipo               | Par. | Pts. | G | P | PF  | PC  |
| -- | -------------------- | ---- | ---- | - | - | --- | --- |
| 1. | FC Barcelona         | 10   | 17   | 7 | 3 | 910 | 825 |
| 2. | Banco di Roma Virtus | 10   | 17   | 7 | 3 | 785 | 752 |
| 3. | Jollycolombani Cantù | 10   | 16   | 6 | 4 | 865 | 826 |
| 4. | Bosna                | 10   | 15   | 5 | 5 | 843 | 928 |
| 5. | Maccabi Elite        | 10   | 13   | 3 | 7 | 872 | 902 |
| 6. | Limoges              | 10   | 12   | 2 | 8 | 937 | 979 |

## Final
| 24 de marzo de 1983 | Banco di Roma Virtus                                       | 79–73                | FC Barcelona                            | |  |
|                     | Parciales: 32-42, 47–31                                    |                      |                                         | |  |
|                     | Estadísticas Larry Wright 27 Clarence Kea 9 Larry Wright 4 | Reporte Pts Reb Asts | Estadísticas 31 Epi 10 Mike Davis 5 Epi | Pabellón: Patinoire des Vernets, Ginebra Asistencia: 10.000 espectadores Árbitros: Kostas Rigas (GRE), Mikhail Gregorev (RUS) |  |

| Campeón de la Copa de Europa 1983–84 |
| ------------------------------------ |
| Banco di Roma Virtus 1.er título     |